# Peugeot 309
Peugeot 309 – samochód osobowy klasy kompaktowej produkowany przez francuską markę Peugeot w latach 1985–1994.

## Historia modelu

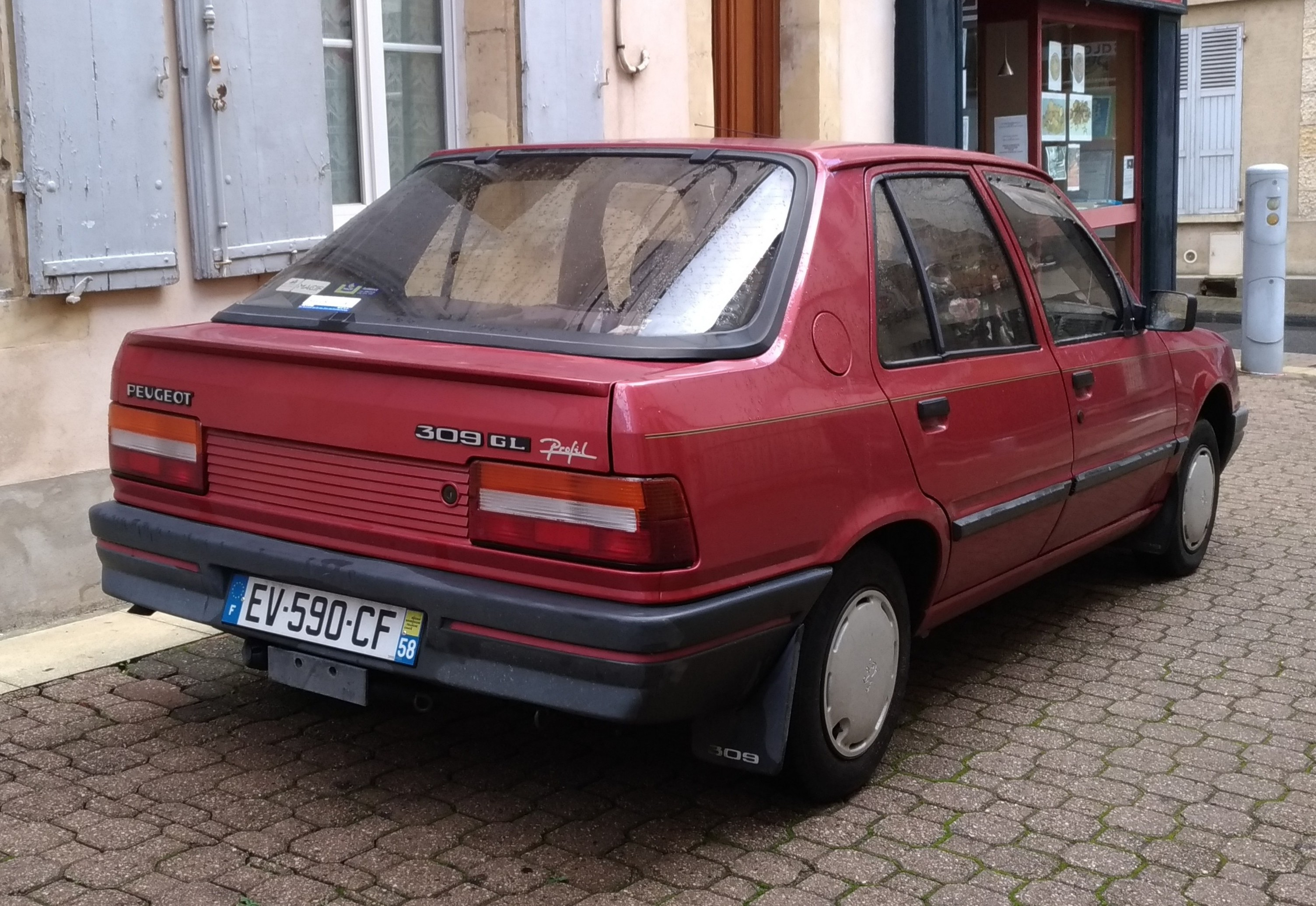
Peugeot 309 – tył

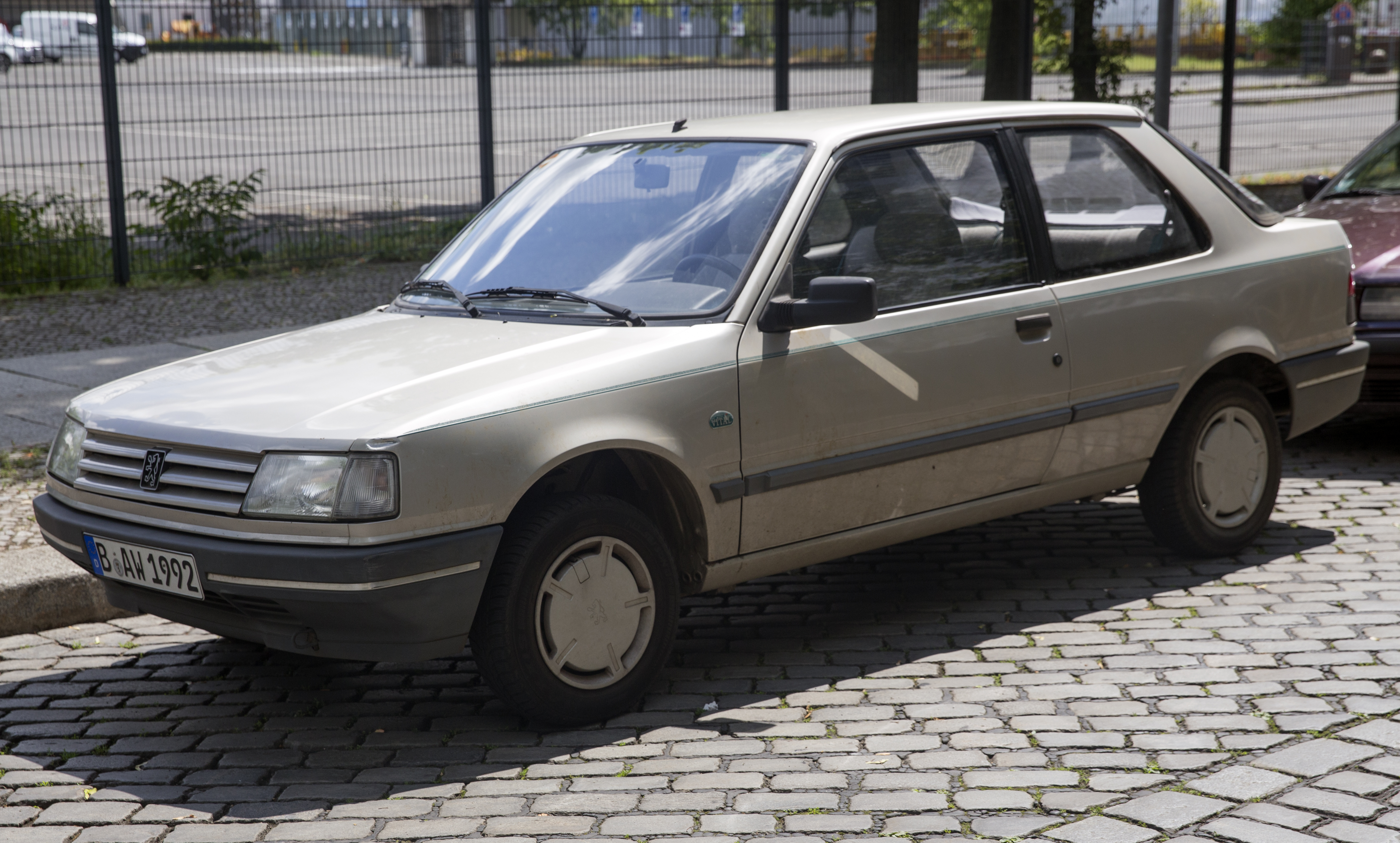
Peugeot 309 po liftingu

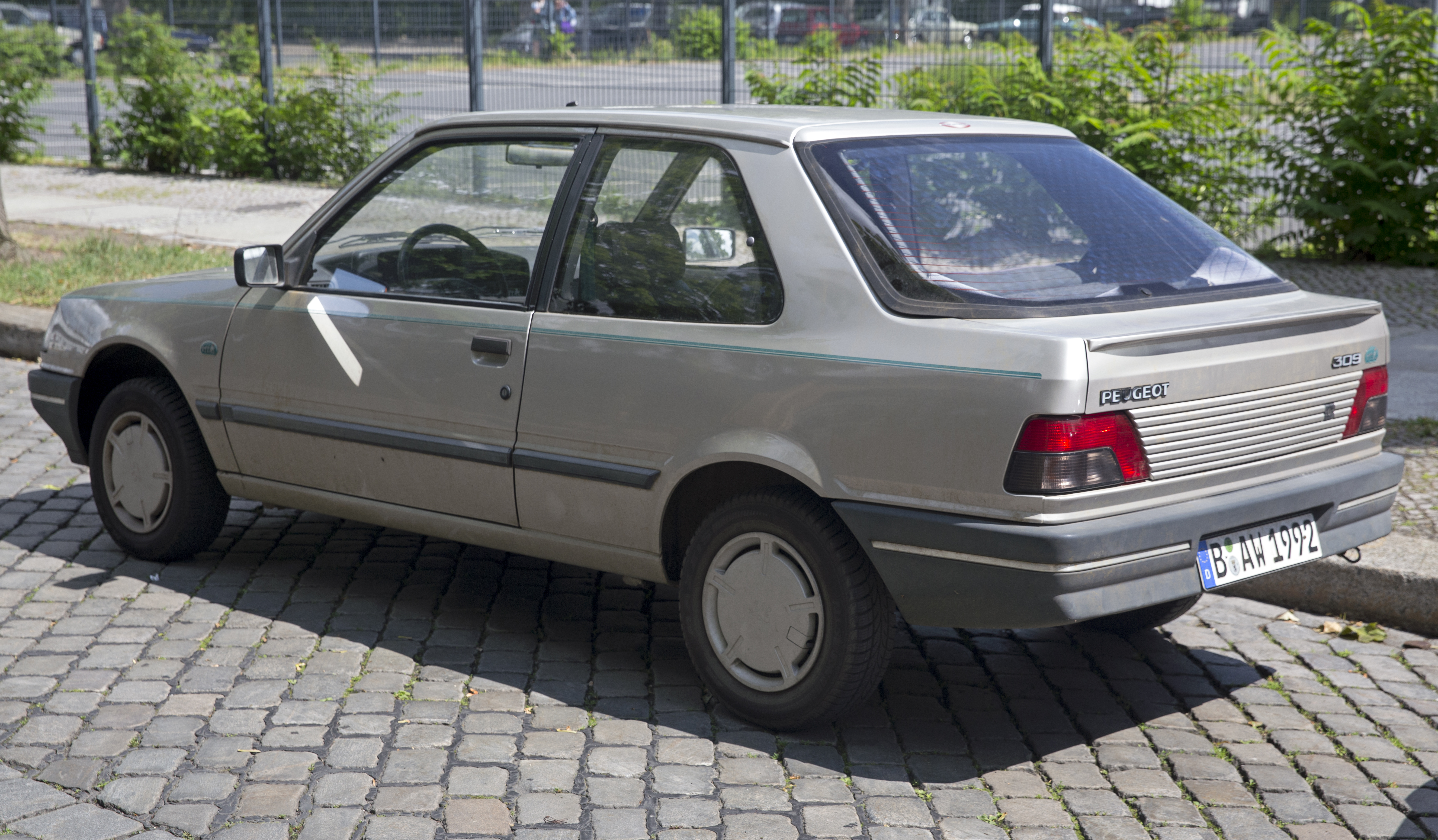
Peugeot 309 – tył po liftingu

Koncern PSA Peugeot Citroën przejął europejską filię koncernu Chrysler w 1978 roku, zmieniając markę produkowanych przez nią modeli na Talbot. Peugeot 309 początkowo miał być wytwarzany pod marką Talbot, jednak w 1985 roku koncern PSA Peugeot Citroën postanowił ograniczyć liczbę marek do dwóch. Dlatego nowy model Talbot Arizona został w 1985 roku wprowadzony na rynek pod marką Peugeot. Jako że model 305 był wciąż w produkcji, a na wprowadzenie serii '6' było za wcześnie, zarząd firmy postanowił nowy samochód nazwać 309. Produkcja tego modelu rozpoczęła się w październiku 1985 roku w Ryton, natomiast do salonów pierwsze egzemplarze trafiły na początku 1986 roku.
Początkową paletę silnikową stanowiły jednostki produkcji Simca; 1118 cm³ (E1A) i 1294 cm³ (G1A), benzynowe silniki pochodzące z Talbota Horizon oraz cztery jednostki silnikowe Peugeota – dwie benzynowe (1580 i 1905 cm³) oraz dwa diesle (1769 i 1905 cm³). Wtryskowy silnik o pojemności 1,9 l. używany był do napędzania najmocniejszej wersji 309 – GTI.
Jak na ówczesne standardy klasy kompaktowej samochodu miał bagażnik o ponadprzeciętnej pojemności 397 litrów, dzięki schowaniu koła zapasowego pod podłogę oraz konstrukcji tylnego zawieszenia z leżącymi amortyzatorami. Koniec produkcji Peugeota 309 nastąpił w 1993 roku, kiedy zastąpił go Peugeot 306.

### 309 GE
Dostępna od początku produkcji (październik 85).
Ta wersja, jako podstawowa, oferowana była z silnikami 1118cc o mocy 55 KM (Peugeot Simca) i 1294cc o mocy 65 KM. Obie wersje dostępne były tylko ze skrzynią Simca-Talbot 4 biegową.

### 309 GL
Tak jak wersja GR, dostępna od początku produkcji, natomiast w porównaniu z wersją GR, była nieomal luksusowa. Silniki dostępne w tej wersji auta to 1294 cm³ 65 KM i dużo nowocześniejszy jak na tamte czasy, 1580 cm³ 80 KM wraz z 5 biegową skrzynią. Ten model, wyposażano w opony 165/70 SR 13".

### 309 GR Profile
Także dostępny od początku produkcji. Stosowano tylko silnik 1294 cm³ 65 KM, z pięciobiegową skrzynią. Swą nazwę zaczerpnął od wersji prototypowej VERA Profile protype. Powstał on jako propozycja maksymalnie ekonomicznego auta. Wszystko w tym aucie podporządkowano jak najmniejszemu spalaniu... i udało się. Pod tym względem zdeklasował ówczesną konkurencję.
Poczynając od aerodynamicznych kołpaków i listew bocznych, poprzez aerodynamiczną osłonę pod silnikiem i lotkę tylnej klapy, aż po wąskie opony 145SR 14".
Dzięki takim zabiegom udało się uzyskać współczynnik oporu na poziomie CX 0,30.
Zmniejszenie oporów powietrza dało rewelacyjne osiągi. Na galonie paliwa udało się przejechać 58,9 mil ze średnią prędkością 56 mil na godzinę. Dla porównania, najlepszy wynik jaki udało się osiągnąć najbardziej ekonomicznej jednostce wysokoprężnej z tamtego okresu, również montowanej w 309, silnikowi 1769 cm³ o mocy 78 KM, to 57,6 mil na galonie ropy.

### Facelifting
W październiku 1989 roku przeprowadzono stylistyczne odświeżenie modelu. Tylne lampy upodobniono na wzór modelu 405, obniżono krawędź załadunkową bagażnika, przemodelowano grill, wprowadzono nową tablicę wskaźników i kierownicę. Dodatkowo, w 1990 roku rozpoczęto montaż nowszej, pięciostopniowej, manualnej skrzyni biegów z biegiem wstecznym poniżej biegu piątego. We wrześniu 1992 wszystkie jednostki napędowe były wyposażone we wtrysk paliwa i katalizator.

### Eksport
Peugeot 309 trafiał także poza Europę, w Indiach był sprzedawany pod marką Talbot, ponadto dostępny był w Japonii, Nowej Zelandii i Ameryce Południowej. Niestety niejasna jest całkowita liczba wyprodukowanych sztuk na tamtejsze rynki.

## Dane techniczne
- Silnik

| Silnik  | Pojemność | Moc maksymalna                      | Maks. moment obrotowy     |
| ------- | --------- | ----------------------------------- | ------------------------- |
| 1.1     | 1118 cm³  | 55 KM (40 kW) przy 6200 obr./min    | 88 Nm przy 3000 obr./min  |
| 1.1     | 1124 cm³  | 60 KM (44 kW) przy 5800 obr./min    | 88 Nm przy 3200 obr./min  |
| 1.3     | 1294 cm³  | 65 KM (48 kW) przy 5600 obr./min    | 108 Nm przy 2800 obr./min |
| 1.4 GL  | 1360 cm³  | 70 KM (51,5 kW) przy 5600 obr./min  | 109 Nm przy 3400 obr./min |
| 1.6 Sr  | 1580 cm³  | 79 KM (58 kW) przy 5600 obr./min    | 130 Nm przy 2800 obr./min |
| 1.9 GT  | 1905 cm³  | 105 KM (77 kW) przy 5600 obr./min   | 159 Nm przy 3000 obr./min |
| 1.9 GTi | 1905 cm³  | 127 KM (93,5 kW) przy 6000 obr./min | 161 Nm przy 4750 obr./min |
| GTI 16  | 1905 cm³  | 160 KM (108 kW) przy 6400 obr./min  | 216 Nm przy 5000 obr./min |
| 1.9 D   | 1905 cm³  | 64 KM (47 kW) przy 4600 obr./min    | 118 Nm przy 2000 obr./min |

- Podwozie
  - Zawieszenie przednie: wahacz poprzeczny, amortyzator teleskopowy
  - Zawieszenie tylne: wahacz wzdłużny, drążek skrętny
  - Hamulce przód/tył: tarczowe/bębnowe (tarczowe w GTI i GTI 16)
  - ABS (opcja dla modeli GTI i GTI 16)
- Wymiary i ciężary
  - Rozstaw kół przód/tył: 1405/1381 mm

- Osiągi

| Silnik  | 0–100 km/h | Prędkość maks. | Śr. zużycie paliwa na 100 km: |
| ------- | ---------- | -------------- | ----------------------------- |
| 1.1     | 15,3 s     | 150 km/h       | 6,5 l                         |
| 1.1     | 15,4 s     | 152 km/h       | 6,7 l                         |
| 1.3     | 15,4 s     | 159 km/h       | 6,7 l                         |
| 1.4     | 11.1 s     | 166 km/h       | 6,4 l                         |
| 1.6 Sr  | 10,5 s     | 170 km/h       | 6,8 l                         |
| 1.9 GT  | 9,8 s      | 190 km/h       | 7,3 l                         |
| 1.9 GTi | 8 s        | 206 km/h       | 8 l                           |
| GTI 16  | 7,8 s      | 214 km/h       | b.d.                          |
| 1.9 D   | 15,3 s     | 160 km/h       | 5,8 l                         |